# Axonya
Axonya is een geslacht van kevers uit de familie van de loopkevers (Carabidae). De wetenschappelijke naam van het geslacht is voor het eerst geldig gepubliceerd in 1923 door Andrewes.

## Soorten
Het geslacht Axonya omvat de volgende soorten:
- Axonya championi Andrewes, 1923
- Axonya farsica Dostal & Zettel, 1999
- Axonya similis Dostal & Zettel, 1999